# Zidine (Tomislavgrad)
Pour les articles homonymes, voir Zidine.
Zidine (en cyrillique : Зидине) est un village de Bosnie-Herzégovine. Il est situé dans la municipalité de Tomislavgrad, dans le canton 10 et dans la fédération de Bosnie-et-Herzégovine. Selon les premiers résultats du recensement bosnien de 2013, il compte 123 habitants.

## Géographie
Le village est situé au sud-est du lac de Buško.

## Démographie

### Évolution historique de la population dans la localité
| 1948 | 1953 | 1961 | 1971 | 1981 | 1991 | 2013 |
| ---- | ---- | ---- | ---- | ---- | ---- | ---- |
| -    | -    | 204  | 122  | 44   | 39   | 123  |

|  |

### Répartition de la population par nationalités (1991)
En 1991, les 39 habitants du village étaient tous croates.